# Europese kampioenschappen shorttrack 2011
De Europese kampioenschappen shorttrack 2011 werden in van 14 tot 16 januari 2011 gehouden in schaatshal Thialf in Heerenveen, een week voor de wereldkampioenschappen sprint langebaan. De titelverdedigers waren de winnaars van de Europese kampioenschappen shorttrack 2010 in Dresden.
Op de wereldbeker shorttrack in het voorseizoen wonnen de Nederlanders voor het sinds meer dan tien jaar enkele medailles.
Het mannentoernooi werd gedomineerd door de Fransman Thibaut Fauconnet, die alle vier de afstanden en dus ook het eindklassement won. Achteraf moest hij deze zeges inleveren vanwege een dopingschorsing.

## Medailles

### Mannen
| Onderdeel         | Goud                                                            | Goud    | Zilver                                                                   | Zilver | Brons                                                 | Brons |
| ----------------- | --------------------------------------------------------------- | ------- | ------------------------------------------------------------------------ | ------ | ----------------------------------------------------- | ----- |
| 500m              | Thibaut Fauconnet Jack Whelbourne                               | FRA GBR | Haralds Silovs                                                           | LAT    | Sjinkie Knegt                                         | NED   |
| 1000m             | Thibaut Fauconnet Haralds Silovs                                | FRA LAT | Jack Whelbourne                                                          | GBR    | Roeslan Zacharov                                      | RUS   |
| 1500m             | Thibaut Fauconnet Sjinkie Knegt                                 | FRA NED | Roeslan Zacharov                                                         | RUS    | Haralds Silovs                                        | LAT   |
| 3000m superfinale | Thibaut Fauconnet Roeslan Zacharov                              | FRA RUS | Sjinkie Knegt                                                            | NED    | Haralds Silovs                                        | LAT   |
| Klassement        | Thibaut Fauconnet Haralds Silovs                                | FRA LAT | Sjinkie Knegt                                                            | NED    | Roeslan Zacharov                                      | RUS   |
| Aflossing         | Daan Breeuwsma Niels Kerstholt Sjinkie Knegt Freek van der Wart | NED     | Vladimir Grigorev Semjon Jelistratov Jevgeni Kozoelin Sergej Prankevitsj | RUS    | Anthony Douglas Jon Eley Paul Stanley Jack Whelbourne | GBR   |

### Vrouwen
| Onderdeel         | Goud                                                                | Goud | Zilver                                                    | Zilver | Brons                                                         | Brons |
| ----------------- | ------------------------------------------------------------------- | ---- | --------------------------------------------------------- | ------ | ------------------------------------------------------------- | ----- |
| 500m              | Martina Valcepina                                                   | ITA  | Patrycja Maliszewska                                      | POL    | Bernadett Heidum                                              | HUN   |
| 1000m             | Arianna Fontana                                                     | ITA  | Bernadett Heidum                                          | HUN    | Kateřina Novotná                                              | CZE   |
| 1500m             | Arianna Fontana                                                     | ITA  | Veronika Windisch                                         | AUT    | Erika Huszár                                                  | HUN   |
| 3000m superfinale | Arianna Fontana                                                     | ITA  | Kateřina Novotná                                          | CZE    | Veronika Windisch                                             | AUT   |
| Klassement        | Arianna Fontana                                                     | ITA  | Bernadett Heidum                                          | HUN    | Martina Valcepina                                             | ITA   |
| Aflossing         | Annita van Doorn Sanne van Kerkhof Yara van Kerkhof Jorien ter Mors | NED  | Rózsa Darázs Bernadett Heidum Erika Huszár Szandra Lajtos | HUN    | Arianna Fontana Lucia Peretti Martina Valcepina Elena Viviani | ITA   |

### Medaillespiegel
| Plaats | Land                | Goud | Zilver | Brons | Totaal |
| 1      | Italië              | 5    | 0      | 2     | 7      |
| 3      | Nederland           | 3    | 2      | 1     | 6      |
| 3      | Letland             | 2    | 1      | 2     | 5      |
| 4      | Rusland             | 1    | 2      | 2     | 5      |
| 5      | Verenigd Koninkrijk | 1    | 1      | 1     | 3      |
| 6      | Hongarije           | 0    | 3      | 2     | 5      |
| 7      | Oostenrijk          | 0    | 1      | 1     | 2      |
| 7      | Tsjechië            | 0    | 1      | 1     | 2      |
| 9      | Polen               | 0    | 1      | 0     | 1      |
| Totaal | Totaal              | 12   | 12     | 12    | 36     |

## Eindklassementen

### Mannen
| #      | Schaatser          | Land                | Punten |
| ------ | ------------------ | ------------------- | ------ |
| Goud   | Haralds Silovs     | Letland             | 50     |
| Zilver | Sjinkie Knegt      | Nederland           | 47     |
| Brons  | Roeslan Zacharov   | Rusland             | 42     |
| 4      | Jack Whelbourne    | Verenigd Koninkrijk | 39     |
| 5      | Semjon Jelistratov | Rusland             | 7      |
| 6      | Bartosz Konopko    | Polen               | 6      |
| 7      | Niels Kerstholt    | Nederland           |        |
| 8      | Richard Shoebridge | Verenigd Koninkrijk |        |
| 9      | Vladislav Bykanov  | Israël              |        |
| 10     | Paul Herrmann      | Duitsland           |        |

### Vrouwen
| #      | Schaatser                 | Land       | Punten |
| ------ | ------------------------- | ---------- | ------ |
| Goud   | Arianna Fontana           | Italië     | 115    |
| Zilver | Bernadett Heidum          | Hongarije  | 42     |
| Brons  | Martina Valcepina         | Italië     | 39     |
| 4      | Kateřina Novotná          | Tsjechië   | 37     |
| 5      | Veronika Windisch         | Oostenrijk | 34     |
| 6      | Patrycja Maliszewska      | Polen      | 23     |
| 7      | Marina Georgieva-Nikolova | Bulgarije  | 16     |
| 8      | Erika Huszar              | Hongarije  | 14     |
| 9      | Jorien ter Mors           | Nederland  | 5      |
| 10     | Valerija Reznik           | Rusland    |        |